# Kanton Mézières-en-Brenne
Der Kanton Mézières-en-Brenne war von 1790 bis 2015 ein französischer Wahlkreis im Arrondissement Le Blanc, im Département Indre und in der Region Centre-Val de Loire; sein Hauptort war Mézières-en-Brenne.
Der Kanton Mézières-en-Brenne war 313,85 km² groß und hatte 3528 Einwohner (Stand: 2012).

## Gemeinden
Der Kanton umfasste die Wahlberechtigten aus acht Gemeinden:
| Gemeinde               | Einwohner Jahr | Fläche km² | Bevölkerungsdichte | Code INSEE | Postleitzahl |
| ---------------------- | -------------- | ---------- | ------------------ | ---------- | ------------ |
| Azay-le-Ferron         | 860 (2013)     | 60,95      | 14 Einw./km²       | 36010      | 36290        |
| Mézières-en-Brenne     | 1067 (2013)    | 57,57      | 19 Einw./km²       | 36123      | 36290        |
| Obterre                | 249 (2013)     | 28,47      | 9 Einw./km²        | 36145      | 36290        |
| Paulnay                | 351 (2013)     | 38,48      | 9 Einw./km²        | 36153      | 36290        |
| Sainte-Gemme           | 264 (2013)     | 32,50      | 8 Einw./km²        | 36193      | 36500        |
| Saint-Michel-en-Brenne | 322 (2013)     | 49,15      | 7 Einw./km²        | 36204      | 36290        |
| Saulnay                | 185 (2013)     | 22,20      | 8 Einw./km²        | 36212      | 36290        |
| Villiers               | 203 (2013)     | 24,53      | 8 Einw./km²        | 36246      | 36290        |